# Drmoul
Drmoul (németül Dürrmaul) község Csehországban a Karlovy Vary-i kerület Chebi járásában.

## Fekvése
Mariánské Lázně-től 3 km-re délnyugatra fekszik.

## Története
Első írásos említése 1366-ból származik. A 14. században a Tachovi váruradalom birtoka.

## Nevezetessége
- Jelenkori közigazgatási területén terült el az egykori St. Veits Zeche falu, amelynek német lakosságát a második világháború után Németországba toloncolták. Lezárt területét az 1990-es évek kezdetéig a hadsereg felügyelte. A megszűnt falu emlékét egy 2011-ben állított emlékmű hirdeti.
- Zsidótemető. A gránitból faragott sírköveket klasszicista és barokk elemek díszítik. A temető legrégibb sírköve 1683-ból származik.

## Népesség
A település népessége az elmúlt években az alábbi módon változott:
| Lakosok száma | 803  | 963  | 1126 | 680  | 734  | 751  | 987  | 1011 | 1002 | 1016 |
|               | 1869 | 1890 | 1921 | 1950 | 1980 | 2001 | 2017 | 2019 | 2022 | 2024 |

## Képtár

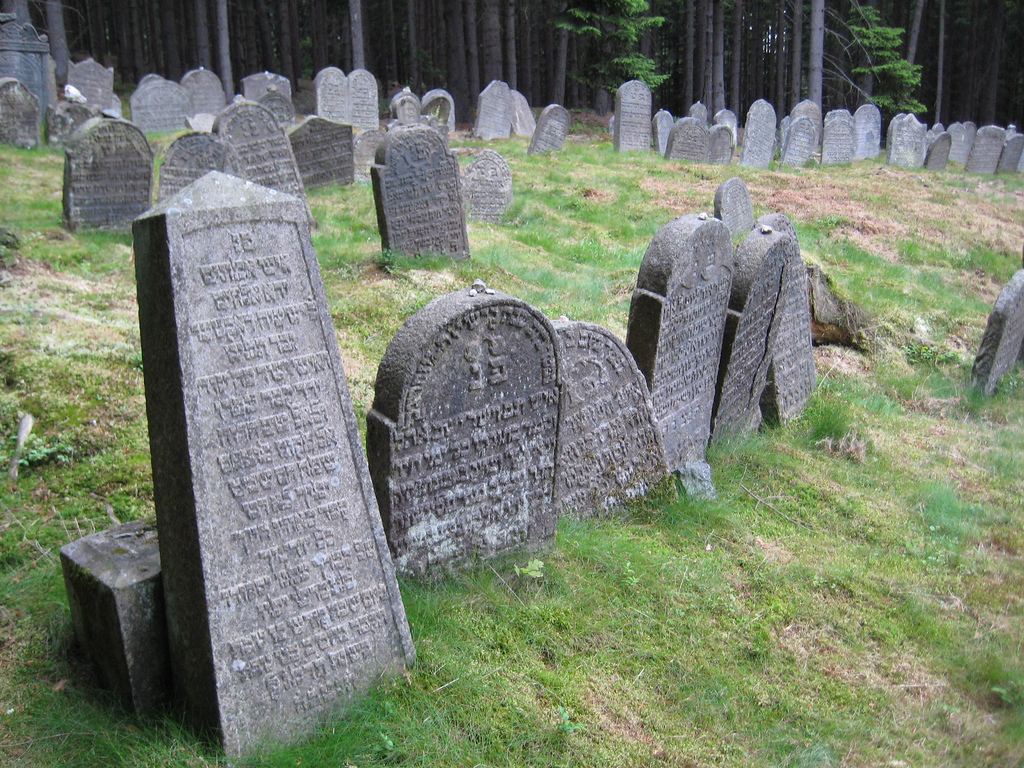
Zsidótemető
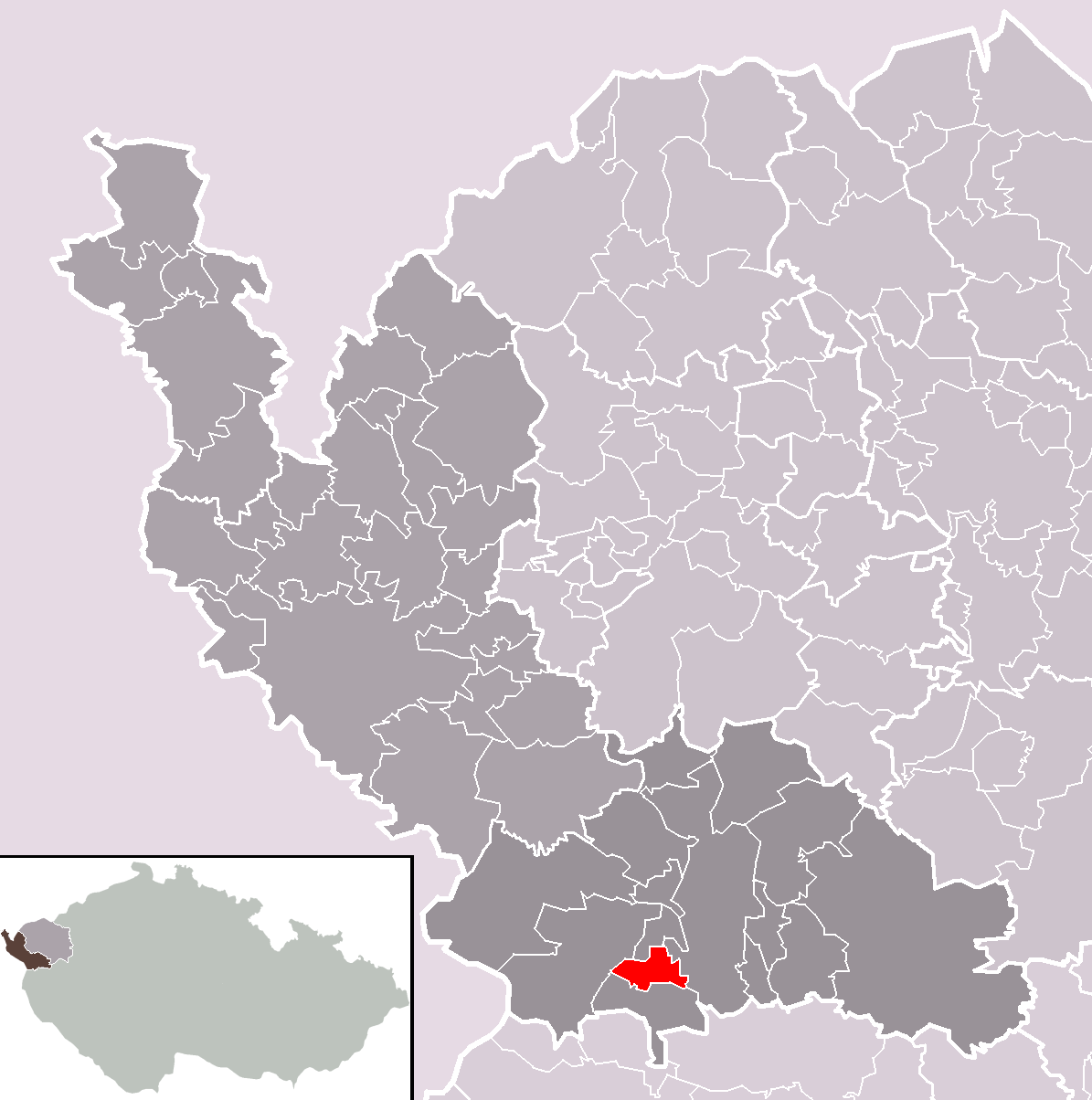
A község közigazgatási területe
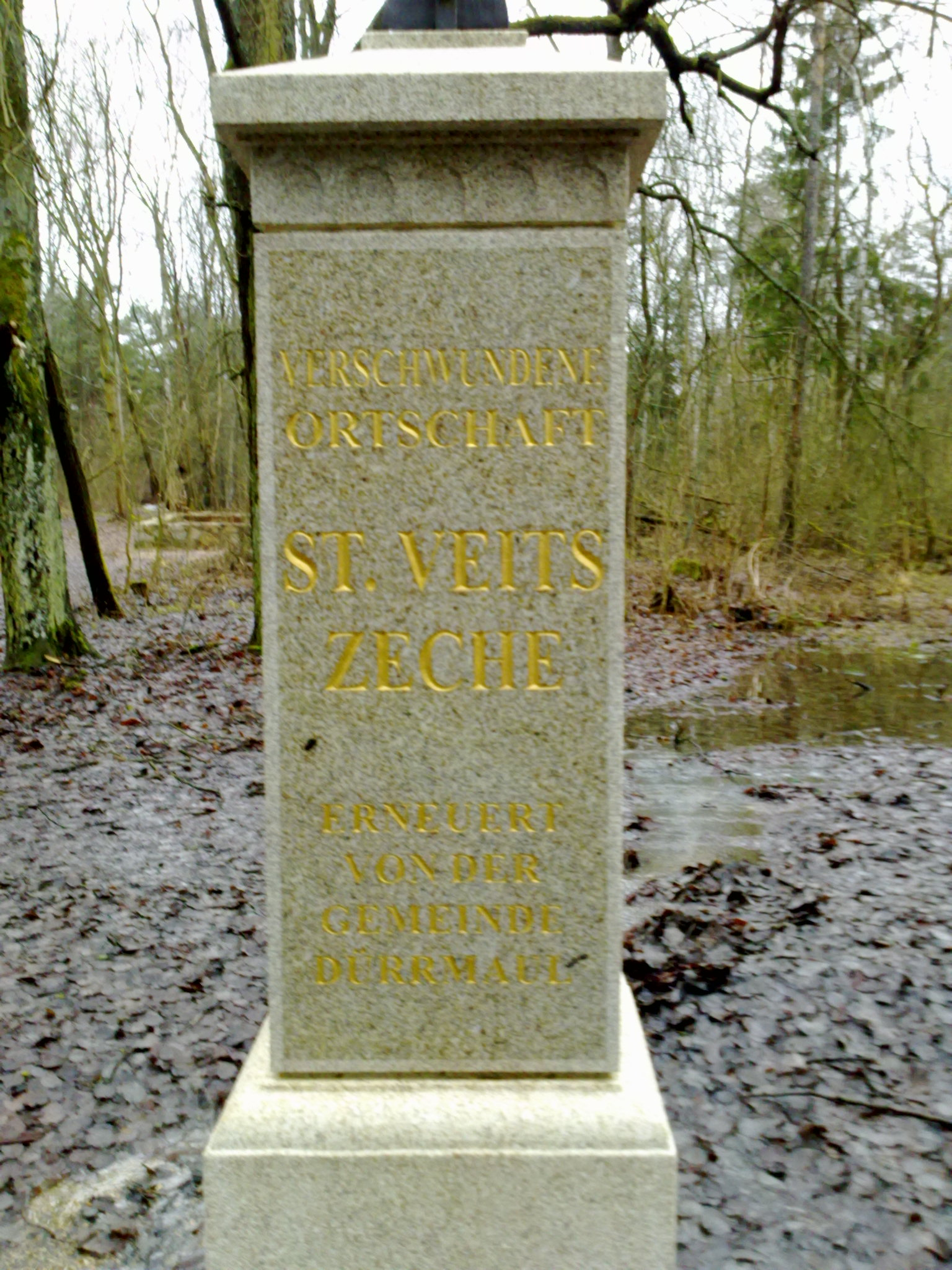
A megszűnt St. Veits Zeche falu emléke